# Danh sách phim của Walt Disney Animation Studios
Đây là danh sách phim sản xuất bởi Walt Disney Animation Studios, một hãng phim hoạt hình của Hoa Kỳ có trụ sở tại Burbank, California, và trước đây được biết đến với các tên gọi Walt Disney Feature Animation, Walt Disney Productions và Disney Brothers Cartoon Studio, chuyên sản xuất các sản phẩm phim hoạt hình cho công ty The Walt Disney Company.
Xưởng phim đã sản xuất 60 sản phẩm phim, bắt đầu với bộ phim Nàng Bạch Tuyết và bảy chú lùn (1937), một trong những bộ phim hoạt hình dài đầu tiên, và cũng là bộ phim hoạt hình đầu tiên được sản xuất tại Mỹ. Bộ phim mới nhất của studio là Điều ước (2023). 

## Các bộ phim

### Đã phát hành
| Tên                                    | Ngày ra mắt          | Đạo diễn | Biên kịch | Dựa trên/Lấy cảm hứng từ | Sản xuất                                     | Soạn nhạc                                          |  |
| Snow White and the Seven Dwarfs        | 21 tháng 12 năm 1937 | Giám sát: David HandĐịnh hướng: Billy Cottrell Wilfred Jackson Larry Morey Perce Pearce Ben Sharpsteen                                                          | Dorothy Ann Blank, Richard Creedon, Merrill De Maris, Otto Englander, Earl Hurd, Dick Rickard, Ted Sears & Webb Smith                                                                                                | Snow White bởi Brothers Grimm | Walt Disney                                  | Frank Churchill, Paul Smith và Leigh Harline       |  |
| Pinocchio                              | 7 tháng 2 năm 1940   | Giám sáts: Hamilton Luske Ben SharpsteenĐịnh hướng: Norman Ferguson Jack Kinney Wilfred Jackson T. Hee Bill Roberts                                             | Aurelius Battaglia, Billy Cottrell, Otto Englander, Erdman Penner, Joseph Sabo, Ted Sears & Webb Smith | The Adventures of Pinocchio bởi Carlo Collodi                                                                                        | Walt Disney                                  | Harline và Smith                                   |  |
| Fantasia                               | 13 tháng 11 năm 1940 | James Algar Samuel Armstrong Ford Beebe Norm Ferguson David Hand Jim Handley T. Hee Wilfred Jackson Hamilton Luske Bill Roberts Paul Satterfield Ben Sharpsteen | See segments | The Sorcerer's Apprentice bởi Johann Wolfgang von Goethe inter alia                                                                  | Walt Disney & Ben Sharpsteen                 | Various                                            |  |
| Dumbo                                  | 23 tháng 10 năm 1941 | Giám sát: Ben SharpsteenĐịnh hướng: Samuel Armstrong, Norman Ferguson Wilfred Jackson Jack Kinney Bill Roberts                                                  | Joe Grant & Dick Huemer | Dumbo, the Flying Elephant bởi Helen Aberson và Harold Pearl                                                                         | Walt Disney                                  | Churchill và Oliver Wallace                        |  |
| Bambi                                  | 13 tháng 8 năm 1942  | Giám sát: David HandĐịnh hướng: James Algar Samuel Armstrong Graham Heid Bill Roberts Paul Satterfield Norman Wright                                            | Chuck Couch, Carl Fallberg, Larry Morey, Mel Shaw, Vernon Stallings & Ralph Wright | Bambi, a Life in the Woods bởi Felix Salten                                                                                          | Walt Disney                                  | Churchill và Edward H. Plumb                       |  |
| Saludos Amigos                         | 6 tháng 2 năm 1943   | Norm Ferguson Wilfred Jackson Jack Kinney Hamilton Luske Bill Roberts                                                                                           | Homer Brightman, Joe Grant, Dick Huemer, Harold Reeves, Roy Williams & Ralph Wright | Various Disney staff members' expedition through Latin America, via goodwill funding                                                 | Walt Disney                                  | Smith và Plumb                                     |  |
| The Three Caballeros                   | 3 tháng 2 năm 1945   | Giám sát: Norm FergusonĐịnh hướng: Clyde Geronimi Jack Kinney Bill Roberts Harold Young                                                                         | James Bodrero, Homer Brightman, Del Connell, Billy Cottrell, Bill Peet, Elmer Plummer, Ted Sears, Ernest Terrazas, Roy Williams & Ralph Wright                                                                       | Various Disney staff members' expedition through Latin America, via goodwill funding                                                 | Walt Disney                                  | Plumb,Smith và Charles Wolcott                     |  |
| Make Mine Music                        | 20 tháng 4 năm 1946  | Clyde Geronimi Jack Kinney Hamilton Luske Joshua Meador Robert Cormack                                                                                          | James Bodrero, Homer Brightman, Erwin Graham, Eric Gurney, T. Hee, Sylvia Holland, Dick Huemer, Dick Kelsey, Dick Kinney, Jesse Marsh, Tom Oreb, Cap Palmer, Erdman Penner, Dick Shaw, John Walbridge & Roy Williams | Casey at the Bat bởi Ernest Thayer & Peter và the Wolf bởi Sergei Prokofiev inter alia                                               | Walt Disney                                  | Eliot Daniel, Ken Darby, Wolcott, Wallace và Plumb |  |
| Fun and Fancy Free                     | 27 tháng 9 năm 1947  | Jack Kinney Hamilton Luske William Morgan Bill Roberts | Homer Brightman, Eldon Dedini, Lance Nolley, Tom Oreb, Harry Reeves & Ted Sears | Little Bear Bongo bởi Sinclair Lewis Jack và the Beanstalk bởi Benjamin Tabart                                                       | Walt Disney                                  | Wallace, Smith, Daniel và Wolcott                  |  |
| Melody Time                            | 27 tháng 5 năm 1948  | Clyde Geronimi Wilfred Jackson Jack Kinney Hamilton Luske | Ken Anderson, Homer Brightman, Billy Cottrell, Winston Hibler, Jesse Marsh, Bob Moore, Erdman Penner, Harry Reeves, Joe Rinaldi, Ted Sears, Art Scott & John Walbridge                                               | The life of Johnny Appleseed, Little Toot bởi Hardie Gramatky, Trees bởi Joyce Kilmer & Pecos Bill                                   | Walt Disney                                  | Daniel, Smith và Darby                             |  |
| The Adventures of Ichabod và Mr. Toad  | 5 tháng 10 năm 1949  | James Algar Clyde Geronimi Jack Kinney | Homer Brightman, Winston Hibler, Erdman Penner, Harry Reeves, Joe Rinaldi & Ted Sears | The Wind in the Willows bởi Kenneth Grahame The Legend of Sleepy Hollow bởi Washington Irving                                        | Walt Disney                                  | Wallace                                            |  |
| Cinderella                             | 15 tháng 2 năm 1950  | Clyde Geronimi Wilfred Jackson Hamilton Luske | Ken Anderson, Homer Brightman, Winston Hibler, Bill Peet, Erdman Penner, Harry Reeves, Joe Rinaldi & Ted Sears | Cinderella bởi Charles Perrault | Walt Disney                                  | Wallace                                            |  |
| Alice in Wonderland                    | 28 tháng 7 năm 1951  | Clyde Geronimi Wilfred Jackson Hamilton Luske | Milt Banta, Del Connell, Billy Cottrell, Joe Grant, Winston Hibler, Dick Huemer, Dick Kelsey, Tom Oreb, Bill Peet, Erdman Penner, Joe Rinaldi, Ted Sears & John Walbridge                                            | Alice's Adventures in Wonderland & Through the Looking-Glass bởi Lewis Carroll                                                       | Walt Disney                                  | Wallace                                            |  |
| Peter Pan                              | 5 tháng 2 năm 1953   | Clyde Geronimi Wilfred Jackson Hamilton Luske | Milt Banta, Billy Cottrell, Winston Hibler, Bill Peet, Erdman Penner, Joe Rinaldi, Ted Sears & Ralph Wright | Peter Pan bởi J. M. Barrie | Walt Disney                                  | Wallace                                            |  |
| Lady và the Tramp                      | 22 tháng 6 năm 1955  | Clyde Geronimi Wilfred Jackson Hamilton Luske | Don DaGradi Erdman Penner Joe Rinaldi Ralph Wright | Joe Grant's pet English Springer Spaniel Lady, Happy Dan, the Cynical Dog & Lady và the Tramp: The Story of Two Dogs bởi Ward Greene | Walt Disney                                  | Wallace                                            |  |
| Sleeping Beauty                        | 29 tháng 1 năm 1959  | Giám sát: Clyde GeronimiĐịnh hướng: Les Clark Eric Larson Wolfgang Reitherman                                                                                   | Erdman Penner | Sleeping Beauty bởi Charles Perrault, Little Briar Rose bởi Brothers Grimm & The Sleeping Beauty bởi Pyotr Ilyich Tchaikovsky        | Walt Disney                                  | George Bruns                                       |  |
| One Hundred and One Dalmatians         | 25 tháng 1 năm 1961  | Clyde Geronimi Hamilton Luske Wolfgang Reitherman | Bill Peet | The Hundred và One Dalmatians bởi Dodie Smith                                                                                        | Walt Disney                                  | George Bruns                                       |  |
| The Sword in the Stone                 | 25 tháng 12 năm 1963 | Wolfgang Reitherman | Bill Peet | The Sword in the Stone bởi T. H. White                                                                                               | Walt Disney                                  | George Bruns                                       |  |
| The Jungle Book                        | 18 tháng 10 năm 1967 | Wolfgang Reitherman | Ken Anderson, Larry Clemmons, Vance Gerry & Ralph Wright | The Jungle Book bởi Rudyard Kipling                                                                                                  | Walt Disney                                  | George Bruns                                       |  |
| The Aristocats                         | 24 tháng 12 năm 1970 | Wolfgang Reitherman | Ken Anderson, Larry Clemmons, Eric Cleworth, Vance Gerry, Julius Svendsen, Frank Thomas & Ralph Wright | The Secret Origin of The Aristocats bởi Tom McGowan & Tom Rowe                                                                       | Winston Hibler & Reitherman                  | George Bruns                                       |  |
| Robin Hood                             | 8 tháng 11 năm 1973  | Wolfgang Reitherman | Ken Anderson, Larry Clemmons, Eric Cleworth, Vance Gerry, Dave Michener, Julius Svendsen & Frank Thomas | Huyền thoại Robin Hood | Reitherman                                   | George Bruns                                       |  |
| The Many Adventures of Winnie the Pooh | 11 tháng 3 năm 1977  | John Lounsbery Wolfgang Reitherman | Ken Anderson, X Atencio, Ted Berman, Larry Clemmons, Eric Cleworth, Vance Gerry, Winston Hibler, Julius Svendsen & Ralph Wright                                                                                      | Winnie-the-Pooh book series bởi A. A. Milne                                                                                          | Walt Disney & Reitherman                     | Buddy Baker                                        |  |
| The Rescuers                           | 22 tháng 6 năm 1977  | John Lounsbery Wolfgang Reitherman Art Stevens | Ken Anderson, Ted Berman, Larry Clemmons, Vance Gerry, Fred Lucky, Burny Mattinson, David Michener, Dick Sebast & Frank Thomas                                                                                       | Series sáchThe Rescuers bởi Margery Sharp                                                                                            | Reitherman và Ron W. Miller                  | Artie Butler                                       |  |
| The Fox and the Hound                  | 10 tháng 7 năm 1981  | Ted Berman Richard Rich Art Stevens | Berman, Larry Clemmons, Vance Gerry, Steve Hulett, Earl Kress, Burny Mattinson, David Michener & Peter Young | The Fox và the Hound bởi Daniel P. Mannix                                                                                            | Ron W. Miller, Wolfgang Reitherman & Stevens | Baker                                              |  |
| The Black Cauldron                     | 24 tháng 7 năm 1985  | Ted Berman Richard Rich | Berman, Vance Gerry, Joe Hale, David Jonas, Roy Morita, Rich, Art Stevens, Al Wilson & Peter Young | Series sáchThe Chronicles of Prydain bởi Lloyd Alexander                                                                             | Joe Hale & Ron W. Miller                     | Elmer Bernstein                                    |  |
| The Great Mouse Detective              | 2 tháng 7 năm 1986   | Ron Clements Burny Mattinson David Michener John Musker | Clements, Vance Gerry, Steve Hulett, Mattinson, Michener, Bruce M. Morris, Musker, Matthew O'Callaghan, Melvin Shaw & Peter Young                                                                                    | Series sáchBasil of Baker Street bởi Eve Titus                                                                                       | Mattinson                                    | Henry Mancini                                      |  |
| Oliver & Company                       | 18 tháng 11 năm 1988 | George Scribner | Jim Cox, Timothy J. Disney & James Mangold | Oliver Twist bởi Charles Dickens | Kathleen Gavin                               | J. A. C. Redford                                   |  |
| The Little Mermaid                     | 17 tháng 11 năm 1989 | John Musker Ron Clements | John Musker Ron Clements | The Little Mermaid bởi Hans Christian Andersen                                                                                       | Howard Ashman & Musker                       | Alan Menken                                        |  |
| The Rescuers Down Under                | 16 tháng 11 năm 1990 | Hendel Butoy Mike Gabriel | Jim Cox, Karey Kirkpatrick, Byron Sampson & Joe Ranft | Series sách The Rescuers bởi Margery Sharp                                                                                           | Thomas Schumacher                            | Bruce Broughton                                    |  |
| Beauty và the Beast                    | 22 tháng 11 năm 1991 | Gary Trousdale Kirk Wise | Linda Woolverton | Beauty và the Beast bởi Jeanne-Marie Leprince de Beaumont                                                                            | Don Hahn                                     | Menken                                             |  |
| Aladdin                                | 25 tháng 11 năm 1992 | John Musker Ron Clements | Clements, Musker, Ted Elliott & Terry Rossio | Aladdin và the Magic Lamp tOne Thousand và One Nights                                                                                | Musker & Clements                            | Menken                                             |  |
| The Lion King                          | 24 tháng 6 năm 1994  | Roger Allers Rob Minkoff | Irene Mecchi, Jonathan Roberts & Linda Woolverton | African animals & Hamlet bởi William Shakespeare                                                                                     | Don Hahn                                     | Hans Zimmer                                        |  |
| Pocahontas                             | 23 tháng 6 năm 1995  | Mike Gabriel Eric Goldberg | Carl Binder, Susannah Grant & Philip LaZebnik | Cuộc đời của Pocahontas và John Smith                                                                                                | James Pentecost                              | Menken                                             |  |
| The Hunchback of Notre Dame            | 21 tháng 6 năm 1996  | Gary Trousdale Kirk Wise | Viết câu chuyện: Tab Murphy Viết kịch bản: Murphy, Irene Mecchi, Bob Tzudiker, Noni White & Jonathan Roberts | Notre Dame de Paris bởi Victor Hugo                                                                                                  | Don Hahn                                     | Menken                                             |  |
| Hercules                               | 27 tháng 6 năm 1997  | John Musker Ron Clements | Clements, Musker, Donald McEnery, Bob Shaw & Irene Mecchi | Truyện Hy Lạp cổ đại:Heracles | Alice Dewey, Musker & Clements               | Menken                                             |  |
| Mulan                                  | 19 tháng 6 năm 1998  | Barry Cook Tony Bancroft | Viết câu chuyện: Robert D. San Souci Viết kịch bản: Rita Hsiao, Chris Sanders, Philip LaZebnik, Raymond Singer & Eugenia Bostwick-Singer                                                                             | Ballad of Mulan bởi Guo Maoqian | Pam Coats                                    | Jerry Goldsmith                                    |  |
| Tarzan                                 | 18 tháng 6 năm 1999  | Kevin Lima Chris Buck | Tab Murphy, Bob Tzudiker & Noni White | Tarzan of the Apes bởi Edgar Rice Burroughs                                                                                          | Bonnie Arnold                                | Mark Mancina                                       |  |
| Fantasia 2000                          | 16 tháng 12 năm 1999 | James Algar Paul và Gaëtan Brizzi Hendel Butoy Francis Glebas Eric Goldberg Don Hahn Pixote Hunt                                                                | See credits | The Steadfast Tin Soldier bởi Hans Christian Andersen & Noah's Ark inter alia                                                        | Roy E. Disney & Donald W. Ernst              | Various                                            |  |
| Dinosaur                               | 19 tháng 5 năm 2000  | Ralph Zondag Eric Leighton | Viết câu chuyện: John Harrison, Robert Nelson Jacobs, Thom Enriquez & Zondag Viết kịch bản: Harrison & Jacobs | Kịch bản gốc bởi Walon Green | Pam Marsden                                  | James Newton Howard                                |  |
| The Emperor's New Groove               | 15 tháng 12 năm 2000 | Mark Dindal | Viết câu chuyện: Chris Williams & Dindal Viết kịch bản: David Reynolds | Inca mythology & bản gốc bị hủy bỏ: Kingdom of the Sun bởi Roger Allers và Matthew Jacobs                                            | Randy Fullmer                                | John Debney                                        |  |
| Atlantis: The Lost Empire              | 15 tháng 6 năm 2001  | Gary Trousdale Kirk Wise | Viết câu chuyện: Wise, Trousdale, Joss Whedon, Bryce, Jackie Zabel & Tab Murphy Viết kịch bản: Murphy | Huyền thoại Atlantis | Don Hahn                                     | Howard                                             |  |
| Lilo & Stitch                          | 21 tháng 6 năm 2002  | Chris Sanders Dean DeBlois | Chris Sanders Dean DeBlois | Dựa trên cuốn sách trẻ em sắp ra mắt của Sanders                                                                                     | Clark Spencer                                | Alan Silvestri                                     |  |
| Treasure Planet                        | 27 tháng 11 năm 2002 | John Musker Ron Clements | Viết câu chuyện: Clements, Musker, Ted Elliott & Terry Rossio Viết kịch bản: Clements, Musker & Rob Edwards | Treasure Island bởi Robert Louis Stevenson                                                                                           | Roy Conli, Musker & Clements                 | Howard                                             |  |
| Brother Bear                           | 1 tháng 11 năm 2003  | Aaron Blaise Robert Walker | Tab Murphy, Lorne Cameron, David Hoselton, Steve Bencich & Ron J. Friedman | Inuit cultures | Chuck Williams                               | Mancina                                            |  |
| Home on the Range                      | 2 tháng 4 năm 2004   | Will Finn John Sanford | Viết câu chuyện: Finn, Sanford, Michael LaBash, Sam Levine, Mark Kennedy & Robert Lence Viết kịch bản: Finn & Sanford                                                                                                | The original version Sweating Bullets bởi Mike Gabriel                                                                               | Alice Dewey Goldstone                        | Menken                                             |  |
| Chicken Little                         | 4 tháng 11 năm 2005  | Mark Dindal | Viết câu chuyện: Dindal & Mark Kennedy Viết kịch bản: Steve Bencich, Ron J. Friedman & Ron Anderson | Henny Penny | Randy Fullmer                                | Debney                                             |  |
| Meet the Robinsons                     | 30 tháng 3 năm 2007  | Stephen J. Anderson | Jon A. Bernstein, Michelle Spritz, Don Hall, Nathan Greno, Aurian Redson, Joe Mateo & Anderson | A Day with Wilbur Robinson bởi William Joyce                                                                                         | Dorothy McKim                                | Danny Elfman                                       |  |
| Bolt                                   | 21 tháng 11 năm 2008 | Chris Williams Byron Howard | Dan Fogelman & Williams | Phiên bản gốc American Dog bị hủy bỏ bởi Chris Sanders                                                                               | Clark Spencer                                | John Powell                                        |  |
| The Princess and the Frog              | 11 tháng 12 năm 2009 | John Musker Ron Clements | Viết câu chuyện: Clements, Musker, Greg Erb, & Jason Oremland Viết kịch bản: Clements, Musker & Rob Edwards | The Frog Princess bởi E. D. Baker & The Frog Prince bởi Brothers Grimm                                                               | Peter Del Vecho                              | Randy Newman                                       |  |
| Tangled                                | 24 tháng 11 năm 2010 | Nathan Greno Byron Howard | Dan Fogelman | Rapunzel bởi Brothers Grimm | Roy Conli                                    | Menken                                             |  |
| Winnie the Pooh                        | 15 tháng 7 năm 2011  | Stephen J. Anderson Don Hall | Anderson, Clio Chiang, Don Dougherty, Hall, Kendelle Hoyer, Brian Kesinger, Nicole Mitchell & Jeremy Spears | Series sách Winnie-the-Pooh bởi A. A. Milne                                                                                          | Peter Del Vecho & Clark Spencer              | Henry Jackman                                      |  |
| Wreck-It Ralph                         | 2 tháng 11 năm 2012  | Rich Moore | Viết câu chuyện: Moore, Phil Johnston & Jim Reardon Viết kịch bản: Johnston & Jennifer Lee | Dựa trên các trò chơi điện tử bao gồm Donkey Kong và Pac-Man                                                                         | Clark Spencer                                | Henry Jackman                                      |  |
| Frozen                                 | 27 tháng 11 năm 2013 | Chris Buck Jennifer Lee | Viết câu chuyện: Buck, Lee & Shane Morris Viết kịch bản: Lee | Scandinavian và Sámi cultures & The Snow Queen bởi Hans Christian Andersen                                                           | Peter Del Vecho                              | Christophe Beck                                    |  |
| Big Hero 6                             | 7 tháng 11 năm 2014  | Don Hall Chris Williams | Robert L. Baird, Dan Gerson & Jordan Roberts | Big Hero 6 bởi Man of Action | Roy Conli                                    | Jackman                                            |  |
| Zootopia                               | 4 tháng 3 năm 2016   | Byron Howard Rich Moore | Viết câu chuyện: Howard, Moore, Jared Bush, Jim Reardon, Josie Trinidad, Phil Johnston & Jennifer Lee Viết kịch bản: Bush & Johnston                                                                                 | Buddy cop films | Clark Spencer                                | Michael Giacchino                                  |  |
| Moana                                  | 23 tháng 11 năm 2016 | John Musker Ron Clements | Viết câu chuyện: Clements, Musker, Chris Williams, Don Hall, Pamela Ribon, Aaron & Jordan Kandell Viết kịch bản: Jared Bush                                                                                          | Văn hóaPolynesian & thần thoại Hawaii Māui                                                                                           | Osnat Shurer                                 | Mancina                                            |  |
| Ralph Breaks the Internet              | 21 tháng 11 năm 2018 | Rich Moore Phil Johnston | Viết câu chuyện: Moore, Johnston, Jim Reardon, Pamela Ribon & Josie Trinidad Viết kịch bản: Johnston & Ribon | eBay, YouTube, BuzzFeed, & Disney Consumer Products inter alia                                                                       | Clark Spencer                                | Jackman                                            |  |
| Frozen II                              | 22 tháng 11 năm 2019 | Chris Buck Jennifer Lee | Viết câu chuyện: Buck, Lee, Marc E. Smith, Kristen Anderson-Lopez & Robert Lopez Viết kịch bản: Lee | Scandinavian và Sámi cultures The Snow Queen bởi Hans Christian Andersen                                                             | Peter Del Vecho                              | Beck                                               |  |
| Raya and the Last Dragon               | 5 tháng 3 năm 2021   | Don Hall Carlos López Estrada | Viết câu chuyện: Paul Briggs, Hall, Adele Lim, López Estrada, Kiel Murray, Qui Nguyen, John Ripa & Dean Wellins Viết kịch bản: Nguyen & Lim                                                                          | Văn hóa và thần thoại khu vực Nam Á                                                                                                  | Osnat Shurer & Peter Del Vecho               | Howard                                             |  |
| Encanto                                | 24 tháng 11 năm 2021 | Jared Bush Byron Howard | Viết câu chuyện: Bush, Howard, Charise Castro Smith, Jason Hand, Nancy Kruse & Lin-Manuel Miranda Viết kịch bản: Smith & Bush                                                                                        | Văn hóaColombian | Yvett Merino & Clark Spencer                 | Germaine Franco                                    |  |
| Strange World                          | 23 tháng 11 năm 2022 | Don Hall | Qui Nguyen | |                                              |                                                    |  |
| Wish                                   | 22 tháng 11 năm 2023 | Chris Buck Fawn Veerasunthorn | Jennifer Lee | |                                              | Julia Michaels                                     |  |
| Moana 2                                | 27 tháng 12 năm 2024 | David Derrick Jr. Jason Hand Dana Ledoux Miller | | |                                              |                                                    |  |

### Sắp ra mắt
| Tên        | Ngày ra mắt          | Đạo diễn | Biên kịch | Dựa trên/Lấy ý tưởng từ | Sản xuất | Soạn nhạc |
| ---------- | -------------------- | -------- | --------- | ----------------------- | -------- | --------- |
| Zootopia 2 | 26 tháng 11 năm 2025 |          |           |                         |          |           |

## Các bộ phim liên kết sản xuất
| Title                                          | Ngày ra mắt          | Studio                                       | Hỗ trợ VFX (Visual effects/Animation service)                                        |
| ---------------------------------------------- | -------------------- | -------------------------------------------- | ------------------------------------------------------------------------------------ |
| Academy Award Review of Walt Disney Cartoons   | 19 tháng 5 năm 1937  | Walt Disney Productions                      | Trụ sở chính                                                                         |
| The Reluctant Dragon                           | 20 tháng 6 năm 1941  | Walt Disney Productions                      | Trụ sở chính                                                                         |
| Victory Through Air Power                      | 17 tháng 7 năm 1943  | Walt Disney Productions                      | Trụ sở chính                                                                         |
| Song of the South                              | 12 tháng 11 năm 1946 | Walt Disney Productions                      | Trụ sở chính                                                                         |
| So Dear to My Heart                            | 29 tháng 11 năm 1948 | Walt Disney Productions                      | Trụ sở chính                                                                         |
| Mary Poppins                                   | 27 tháng 8 năm 1964  | Walt Disney Productions                      | Trụ sở chính                                                                         |
| Bedknobs and Broomsticks                       | 7 tháng 10 năm 1971  | Walt Disney Productions                      | Trụ sở chính                                                                         |
| Pete's Dragon                                  | 3 tháng 11 năm 1977  | Walt Disney Productions                      | Trụ sở chính                                                                         |
| Who Framed Roger Rabbit                        | 22 tháng 6 năm 1988  | Touchstone Pictures Amblin Entertainment     | Trụ sở chính                                                                         |
| DuckTales the Movie: Treasure of the Lost Lamp | 3 tháng 8 năm 1990   | Walt Disney Pictures Disney MovieToons       | Disney Animation France                                                              |
| The Nightmare Before Christmas                 | 29 tháng 10 năm 1993 | Touchstone Pictures Skellington Productions  | N/A                                                                                  |
| A Goofy Movie                                  | 7 tháng 4 năm 1995   | Walt Disney Pictures Disney MovieToons       | Disney Animation France Disney Animation Australia Disney Animation Canada (Toronto) |
| James and the Giant Peach                      | 12 tháng 4 năm 1996  | Walt Disney Pictures Skellington Productions | N/A                                                                                  |
| Enchanted                                      | 21 tháng 11 năm 2007 | Walt Disney Pictures                         | James Baxter Animation                                                               |
| Saving Mr. Banks                               | 13 tháng 12 năm 2013 | Walt Disney Pictures                         | N/A                                                                                  |
| Mary Poppins Returns                           | 19 tháng 12 năm 2018 | Walt Disney Pictures                         | Cinesite Framestore Luma Pictures Pixomondo TPO VFX Duncan Studio                    |
| Chip 'n Dale: Rescue Rangers                   | 20 tháng 5 năm 2022  | Walt Disney Pictures                         | Moving Picture Company Mercury Filmworks Passion Pictures Top Draw Animation         |
| Disenchanted                                   | 24 tháng 11 năm 2022 | Walt Disney Pictures                         | Moving Picture Company Tonic DNA                                                     |

## Doanh thu phòng vé
| STT | Tên phim                          | Ngày phát hành       | Doanh thu nội địa (Đô La Mỹ) | Doanh thu toàn cầu (Đô La Mỹ) |
| --- | --------------------------------- | -------------------- | ---------------------------- | ----------------------------- |
| 1   | Frozen 2                          | 20 tháng 11 năm 2019 | $477,373,578                 | $1,453,683,476                |
| 2   | Frozen                            | 22 tháng 11 năm 2013 | $400,738,009                 | $1,285,048,126                |
| 3   | Zootopia                          | 10 tháng 2 năm 2016  | $341,268,248                 | $1,024,121,104                |
| 4   | The Lion King                     | 15 tháng 6 năm 1994  | $424,421,319                 | $978,488,251                  |
| 5   | Moana 2                           | 27 tháng 11 năm 2024 | $427,139,266                 | $962,871,960                  |
| 6   | Moana                             | 23 tháng 11 năm 2016 | $248,757,044                 | $643,668,897                  |
| 7   | Big Hero 6                        | 7 tháng 11 năm 2014  | $222,527,828                 | $657,869,686                  |
| 8   | Tangled                           | 24 tháng 11 năm 2010 | $200,821,936                 | $592,462,816                  |
| 9   | Ralph Breaks the Internet         | 22 tháng 11 năm 2018 | $201,091,711                 | $529,323,962                  |
| 10  | Aladdin                           | 13 tháng 11 năm 1992 | $217,350,219                 | $504,050,219                  |
| 11  | Wreck-It Ralph                    | 2 tháng 11 năm 2012  | $188,130,669                 | $471,222,889                  |
| 12  | Tarzan                            | 16 tháng 6 năm 1999  | $171,091,819                 | $448,191,819                  |
| 13  | Beauty and The Beast              | 15 tháng 11 năm 1991 | $218,967,620                 | $424,967,620                  |
| 14  | Dinosaur                          | 19 tháng 5 năm 2000  | $137,748,063                 | $349,822,765                  |
| 15  | Pocahontas                        | 16 tháng 6 năm 1995  | $141,579,773                 | $346,079,773                  |
| 16  | The Hunchback of Notre Dame       | 21 tháng 6 năm 1996  | $100,138,851                 | $325,338,851                  |
| 17  | Chicken Little                    | 4 tháng 11 năm 2005  | $135,386,665                 | $314,432,837                  |
| 18  | Bolt                              | 21 tháng 11 năm 2008 | $114,053,579                 | $309,979,994                  |
| 19  | Mulan                             | 19 tháng 6 năm 1998  | $120,620,254                 | $304,320,254                  |
| 20  | Lilo & Stitch                     | 21 tháng 6 năm 2002  | $145,794,338                 | $273,144,151                  |
| 21  | Bambi                             | 21 tháng 8 năm 1942  | $102,247,150                 | $267,447,150                  |
| 22  | The Princess and the Frog         | 25 tháng 11 năm 2009 | $104,400,899                 | $267,045,765                  |
| 23  | Encanto                           | 24 tháng 11 năm 2021 | $96,093,622                  | $256,618,114                  |
| 24  | Wish                              | 22 tháng 11 năm 2023 | $63,973,821                  | $254,997,360                  |
| 25  | Hercules                          | 15 tháng 6 năm 1997  | $99,112,101                  | $252,712,101                  |
| 26  | Brother Bear                      | 24 tháng 10 năm 2003 | $85,336,277                  | $250,397,798                  |
| 27  | One Hundred and One Dalmatians    | 25 tháng 1 năm 1961  | $144,880,014                 | $215,880,014                  |
| 28  | The Little Mermaid                | 17 tháng 11 năm 1989 | $111,543,479                 | $211,343,479                  |
| 29  | The Jungle book                   | 18 tháng 11 năm 1967 | $141,843,612                 | $205,843,612                  |
| 30  | Atlantis: The Lost Empire         | 8 tháng 6 năm 2001   | $84,056,472                  | $186,053,725                  |
| 31  | Snow White and the Seven Dwarfs   | 21 tháng 12 năm 1937 | $184,925,486                 | $184,925,486                  |
| 32  | The Emperor's New Groove          | 15 tháng 12 năm 2000 | $89,302,687                  | $169,661,687                  |
| 33  | Meet the Robinsons                | 30 tháng 3 năm 2007  | $97,822,171                  | $169,333,034                  |
| 34  | Home on the Range                 | 2 tháng 4 năm 2004   | $50,030,461                  | $145,358,062                  |
| 35  | Raya and The Last Dragon          | 3 tháng 3 năm 2021   | $54,723,032                  | $130,423,032                  |
| 36  | Pinocchio                         | 9 tháng 2 năm 1940   | $84,254,167                  | $121,892,045                  |
| 37  | Peter Pan 2: Return to Never Land | 15 tháng 2 năm 2002  | $48,430,258                  | $115,121,981                  |
| 38  | Treasure Planet                   | 27 tháng 11 năm 2002 | $38,176,783                  | $110,041,363                  |
| 39  | Cinderella                        | 4 tháng 3 năm 1950   | $93,141,149                  | $96,383,330                   |
| 40  | Lady and the Tramp                | 22 tháng 6 năm 1955  | $93,602,326                  | $93,933,394                   |
| 41  | Fantasia 2000                     | 17 tháng 12 năm 1999 | $60,655,420                  | $90,874,570                   |
| 42  | Peter pan                         | 5 tháng 2 năm 1953   | $87,404,651                  | $87,404,651                   |
| 43  | Fantasia                          | 29 tháng 1 năm 1940  | $76,408,097                  | $76,411,819                   |
| 44  | Oliver & Company                  | 18 tháng 11 năm 1988 | $74,151,346                  | $74,151,346                   |
| 45  | The Rescuers                      | 22 tháng 6 năm 1977  | $71,215,869                  | $71,215,869                   |
| 46  | The Fox and the Hound             | 10 tháng 7 năm 1981  | $63,456,988                  | $63,456,988                   |
| 47  | Strange World                     | 23 tháng 11 năm 2022 | $35,189,242                  | $62,025,845                   |
| 48  | Sleeping Beauty                   | 29 tháng 1 năm 1959  | $51,600,000                  | $51,600,000                   |
| 49  | Winnie the Pooh                   | 15 tháng 7 năm 2011  | $26,692,846                  | $49,871,429                   |
| 50  | The Great Mouse Detective         | 4 tháng 7 năm 1986   | $38,625,550                  | $38,625,550                   |
| 51  | The Aristocats                    | 24 tháng 12 năm 1970 | $35,452,658                  | $35,459,543                   |
| 52  | The Rescuers Down Under           | 16 tháng 11 năm 1990 | $27,931,461                  | $27,931,461                   |
| 53  | The Black Cauldron                | 26 tháng 7 năm 1985  | $21,288,692                  | $21,288,692                   |
| 54  | The Sword in the Stone            | 25 tháng 3 năm 1963  | $12,000,000                  | $12,000,000                   |

## Các giải và đề cử giải Oscar
Nàng Bạch Tuyết và bảy chú lùn (1937)
- 1938: ÂM NHẠC (Nhạc nền) -- Walt Disney Studio Music Department, Leigh Harline, trưởng bộ phận (Nhạc nền bởi Frank Churchill, Leigh Harline và Paul J. Smith) - Đề cử
- 1939: GIẢI THƯỞNG ĐẶC BIỆT -- Dành tặng Walt Disney cho "Nàng Bạch Tuyết và bảy chú lùn", được công nhận là một sự đổi mới quan trọng trong điện ảnh, đã lay động hàng triệu người và đi tiên phong mở ra một lĩnh vực giải trí mới cho các bộ phim hoạt hình.

Pinocchio (1940)
- ÂM NHẠC (Nhạc nền gốc) -- Leigh Harline, Paul J. Smith, Ned Washington - ĐOẠT GIẢI
- MUSIC (Bài hát) -- "When You Wish Upon a Star," Âm nhạc bởi Leigh Harline; Lời bởi Ned Washington - ĐOẠT GIẢI

Fantasia (1941)
- GIẢI THƯỞNG ĐẶC BIỆT -- Dành tặng Walt Disney, William Garity, John N. A. Hawkins và Công ty sản xuất RCA Manufacturing Company cho đóng góp xuất sắc vào phát triển việc sử dụng âm thanh trong các bộ phim thông qua việc sản xuất Fantasia.
- GIẢI THƯỞNG ĐẶC BIỆT -- Dành tặng Leopold Stokowski và các cộng sự của ông cho những tiến bộ mới đạt được trong việc tạo ra một loại hình âm nhạc trực quan mới trong sản phẩm của Walt Disney, Fantasia, từ đó mở rộng khả năng của các phim điện ảnh vừa là một hình thức giải trí vừa là một tác phẩm nghệ thuật.

Dumbo (1941)
- ÂM NHẠC (PHẦN NHẠC NỀN CỦA MỘT PHIM NHẠC KỊCH) -- Frank Churchill, Oliver Wallace - ĐOẠT GIẢI
- ÂM NHẠC (BÀI HÁT) -- "Baby Mine," âm nhạc bởi Frank Churchill; lời bởi Ned Washington - Đề cử

Bambi (1942)
- ÂM NHẠC (Nhạc nền của một phim hài hoặc kịch) -- Frank Churchill, Edward Plumb - Đề cử
- ÂM NHẠC (Bài hát) -- "Love Is a Song," âm nhạc bởi Frank Churchill; lời bởi Larry Morey - Đề cử
- THU ÂM — Bộ phận thu âm của Walt Disney Studio (Walt Disney Studio Sound Department), Sam Slyfield, Đạo diễn âm nhạc - Đề cử

Saludos Amigos (1943)
- ÂM NHẠC (NHẠC NỀN CỦA MỘT PHIM NHẠC KỊCH) -- Charles Wolcott, Edward H. Plumb, Paul J. Smith - Đề cử
- ÂM NHẠC (BÀI HÁT) -- "Saludos Amigos," âm nhạc bởi Charles Wolcott; lời bởi Ned Washington - Đề cử
- THU ÂM— Bộ phận thu âm của Walt Disney Studio (Walt Disney Studio Sound Department), C. O. Slyfield, Đạo diễn âm nhạc - Đề cử

The Three Caballeros (1945)
- ÂM NHẠC (NHẠC NỀN CỦA MỘT PHIM NHẠC KỊCH) -- Charles Wolcott, Edward Plumb, Paul J. Smith - Đề cử
- THU ÂM— Bộ phận thu âm của Walt Disney Studio (Walt Disney Studio Sound Department), C. O. Slyfield, Đạo diễn âm nhạc - Đề cử

Cô bé Lọ Lem (1950)
- ÂM NHẠC (NHẠC NỀN CỦA MỘT PHIM NHẠC KỊCH) -- Oliver Wallace, Paul J. Smith - Đề cử
- ÂM NHẠC (BÀI HÁT) -- "Bibbidi-Bobbidi-Boo," nhạc và lời bởi Mack David, Al Hoffman và Jerry Livingston - Đề cử
- THU ÂM— Bộ phận thu âm của Walt Disney Studio (Walt Disney Studio Sound Department), C. O. Slyfield, Đạo diễn âm nhạc - Đề cử

Alice ở xứ sở thần tiên (1951)
- ÂM NHẠC (NHẠC NỀN CỦA MỘT PHIM NHẠC KỊCH) -- Oliver Wallace - Đề cử

Người đẹp ngủ trong rừng (1959)
- ÂM NHẠC (NHẠC NỀN CHO MỘT PHIM NHẠC KỊCH) -- George Bruns – Đề cử

The Sword in the Stone (1963)
- ÂM NHẠC (NHẠC NỀN CỦA MỘT BỘ PHIM ÂN NHẠC CHUYỂN THỂ) -- George Bruns - Đề cử

The Jungle Book (1967)
- ÂM NHẠC (BÀI HÁT) -- "The Bare Necessities," nhạc và lời bởi Terry Gilkyson - Đề cử

Robin Hood (1973)
- ÂM NHẠC (BÀI HÁT) -- "Love," âm nhạc của George Bruns; lời của Floyd Huddleston - Đề cử

The Rescuers (1977)
- ÂM NHẠC (BÀI HÁT GỐC) -- "Someone's Waiting for You," âm nhạc bởi Sammy Fain; lời bởi Carol Connors và Ayn Robbins - Đề cử

Nàng tiên cá (1989)
- ÂM NHẠC (NHẠC NỀN GỐC) -- Alan Menken - ĐOẠT GIẢI
- ÂM NHẠC (BÀI HÁT GỐC) -- "Kiss the Girl," âm nhạc bởi Alan Menken; lời bởi Howard Ashman - Đề cử
- ÂM NHẠC (BÀI HÁT GỐC) -- "Under the Sea," âm nhạc bởi Alan Menken; lời bởi Howard Ashman - ĐOẠT GIẢI

Người đẹp và quái vật (1991)
- ÂM NHẠC (NHẠC NỀN GỐC) -- Alan Menken - ĐOẠT GIẢI
- ÂM NHẠC (BÀI HÁT GỐC) -- "Be Our Guest," âm nhạc bởi Alan Menken; lời bởi Howard Ashman - Đề cử
- ÂM NHẠC (BÀI HÁT GỐC) -- "Beauty and the Beast," âm nhạc bởi Alan Menken; lời bởi Howard Ashman - ĐOẠT GIẢI
- ÂM NHẠC (BÀI HÁT GỐC) -- "Belle," âm nhạc bởi Alan Menken; lời bởi Howard Ashman - Đề cử
- HÌNH ẢNH XUẤT SẮC NHẤT—Don Hahn, Nhà sản xuất - Đề cử
- ÂM THANH—Terry Porter, Mel Metcalfe, David J. Hudson, Doc Kane - Đề cử

Aladdin (1992)
- ÂM NHẠC (NHẠC NỀN GỐC) -- Alan Menken - ĐOẠT GIẢI
- ÂM NHẠC (BÀI HÁT GỐC) -- "Friend Like Me," âm nhạc bởi Alan Menken; lời bởi Howard Ashman - Đề cử
- ÂM NHẠC (BÀI HÁT GỐC) -- "A Whole New World," âm nhạc bởi Alan Menken; lời bởi Tim Rice - ĐOẠT GIẢI
- ÂM NHẠC—Terry Porter, Mel Metcalfe, David J. Hudson, Doc Kane - Đề cử
- BIÊN TẬP HIỆU ỨNG ÂM THANH—Mark Mangini - Đề cử

Vua sư tử (1994)
- ÂM NHẠC (NHẠC NỀN GỐC) -- Hans Zimmer - ĐOẠT GIẢI
- ÂM NHẠC (BÀI HÁT GỐC) -- "Can You Feel the Love Tonight," nhạc bởi Elton John; lời bởi Tim Rice - ĐOẠT GIẢI
- ÂM NHẠC (BÀI HÁT GỐC) -- "Circle of Life," âm nhạc bởi Elton John; lời bởi Tim Rice - Đề cử
- ÂM NHẠC (BÀI HÁT GỐC) -- "Hakuna Matata," âm nhạc bởi Elton John; lời bởi Tim Rice - Đề cử

Pocahontas (1995)
- ÂM NHẠC (NHẠC NỀN GỐC CHO MỘT PHIM NHẠC KỊCH HOẶC HÀI KỊCH) -- Âm nhạc bởi Alan Menken; Lời bởi Stephen Schwartz; Nhạc giao hưởng bởi Alan Menken - ĐOẠT GIẢI
- ÂM NHẠC (BÀI HÁT GỐC) -- "Colors of the Wind," âm nhạc bởi Alan Menken; lời bởi Stephen Schwartz - ĐOẠT GIẢI

The Hunchback of Notre Dame (1996)
- ÂM NHẠC (NHẠC NỀN GỐC CHO MỘT PHIM NHẠC KỊCH HOẶC HÀI KỊCH) -- Âm nhạc bởi Alan Menken; Lời bởi Stephen Schwartz; Nhạc giao hưởng bởi Alan Menken - Đề cử

Hercules (1997)
- ÂM NHẠC (BÀI HÁT GỐC) -- "Go the Distance," Âm nhạc bởi Alan Menken; Lời bởi David Zippel - Đề cử

Mulan (1998)
- ÂM NHẠC (NHẠC NỀN GỐC CHO MỘT PHIM NHẠC KỊCH HOẶC HÀI KỊCH) -- âm nhạc bởi Matthew Wilder; Lyrics by David Zippel; Orchestral Score by Jerry Goldsmith - Nominated

Tarzan (1999)
- ÂM NHẠC (BÀI HÁT GỐC) -- "You'll Be In My Heart," nhạc và lời bởi Phil Collins - ĐOẠT GIẢI

The Emperor's New Groove (2000)
- ÂM NHẠC (BÀI HÁT GỐC) -- "My Funny Friend and Me," nhạc bởi Sting và David Hartley; lời bởi Sting - Đề cử

Lilo & Stitch (2002)
- SẢN PHẨM PHIM HOẠT HÌNH—Chris Sanders - Đề cử

Treasure Planet (2002)
- SẢN PHẨM PHIM HOẠT HÌNH—Ron Clements - Đề cử

Brother Bear (2003)
- SẢN PHẨM PHIM HOẠT HÌNH—Aaron Blaise và Robert Walker - Đề cử

Bolt (2008)
- SẢN PHẨM PHIM HOẠT HÌNH—Chris Williams và Byron Howard - Đề cử

Nàng công chúa và con ếch (The Princess and the Frog) (2009)
- SẢN PHẨM PHIM HOẠT HÌNH—John Musker và Ron Clements - Đề cử
- ÂM NHẠC (BÀI HÁT GỐC) -- "Almost There," nhạc và lời bởi Randy Newman - Đề cử
- ÂM NHẠC (BÀI HÁT GỐC) -- "Down in New Orleans," nhạc và lời bởi Randy Newman - Đề cử

Nàng công chúa tóc mây (Tangled) (2010)
- ÂM NHẠC (BÀI HÁT GỐC) -- "I See the Light," Âm nhạc bởi Alan Menken; Lời bởi Glenn Slater - Đề cử

Wreck-It Ralph (2012)
- SẢN PHẨM PHIM HOẠT HÌNH—Rich Moore - Đề cử

Encanto (2021)
- HOẠT HÌNH XUẤT SẮC NHẤT - Đoạt giải